# Богданов, Василий Иванович
Василий Иванович Богданов (12 [24] января 1837, Лихвин, Калужская губерния — 5 [17] августа 1886, Николаев) — русский врач, литератор, поэт.

## Биография
Много песен слыхал я в родной стороне,

Как их с горя, как с радости пели,

Но одна только песнь в память врезалась мне,

Это - песня рабочей артели:

"Ухни, дубинушка, ухни!

Ухни, березова, ухни!

Ух!.."

За работой толпа, не под силу ей труд,

Ноет грудь, ломит шею и спину...

Но вздохнут бедняки, пот с лица оботрут

И, кряхтя, запевают дубину:

"Ухни, дубинушка, ухни!

Ухни, березова, ухни!

Ух!.."

Англичанин-хитрец, чтоб работе помочь,

Вымышлял за машиной машину;

Ухитрились и мы: чуть пришлося невмочь,

Вспоминаем родную дубину:

"Ухни, дубинушка, ухни!

Ухни, березова, ухни!

Ух!.."

Да, дубинка, в тебя, видно, вера сильна,

Что творят по тебе так поминки,

Где работа дружней и усердней нужна,

Там у нас, знать, нельзя без дубинки:

"Ухни, дубинушка, ухни!

Ухни, березова, ухни!

Ух!.."

Эта песня у нас уж сложилась давно;

Петр с дубинкой ходил на работу,

Чтоб дружней прорубалось в Европу окно, -

И гремело по финскому флоту:

"Ухни, дубинушка, ухни!

Ухни, березова, ухни!

Ух!.."

Прорубили окно... Да, могуч был напор

Бессознательной силы... Все стали

Эту силу ценить и бояться с тех пор...

Наши ж деды одно напевали:

"Ухни, дубинушка, ухни!

Ухни, березова, ухни!

Ух!.."

И от дедов к отцам, от отцов к сыновьям

Эта песня пошла по наследству;

Чуть на лад что нейдет, так к дубинушке там

Прибегаем как к верному средству:

"Ухни, дубинушка, ухни!

Ухни, березова, ухни!

Ух!.."

Эх, когда б эту песню допеть поскорей!

Без дубины чтоб спорилось дело

И при тяжком труде утомленных людей

Монотонно б у нас не гудело:

"Ухни, дубинушка, ухни!

Ухни, березова, ухни!

Ух!.."
Василий Иванович Богданов родился в семье священника. Образование получил светское, окончив в 1855 году Калужскую губернскую гимназию. 1861 году окончил медицинский факультет Императорского Московского университета, в следующем году переехал в Петербург. Сначала служил в больнице для чернорабочих и в родильне воспитательного дома, затем перешёл в морское ведомство и в течение двадцати лет работал врачом на Балтийском флоте — в Кронштадте и Петербурге; в 1865—1867 совершил кругосветное плавание. В 1885 году перевёлся в Черноморский флот. Был тесно связан с журналом «Искра», в ней же впервые выступил как поэт. Стихи печатались также в «Петербургском листке», журналах «Заноза» и «Осколки», в театральной газете «Суфлёр» (в ней, в частности, в 1885 был опубликован перевод «Марсельезы»).
Его стихотворение Дубинушка (опубликовано в 1865 году в «Будильнике») в переделке Александра Александровича Ольхина стало революционной песней.